# Whiteout Conditions
Whiteout Conditions è il settimo album in studio del gruppo indie rock canadese The New Pornographers, pubblicato nel 2017.

## Tracce
Testi e musiche di A. C. Newman.
1. Play Money – 4:37
2. Whiteout Conditions – 4:08
3. High Ticket Attractions – 3:51
4. This Is the World of the Theater – 4:27
5. Darling Shade – 2:57
6. Second Sleep – 3:14
7. Colosseums – 3:15
8. We've Been Here Before – 3:52
9. Juke – 3:29
10. Clockwise – 3:14
11. Avalanche Alley – 4:11

## Formazione
- Carl Newman – voce, chitarra
- Neko Case – voce
- John Collins – basso
- Blaine Thurier – tastiera, sintetizzatore
- Todd Fancey – chitarra
- Kathryn Calder – voce, tastiera, chitarra
- Joe Seiders – batteria, voce